# Museo Arqueológico de Pilos
El Museo Arqueológico de Pilos es un museo de Grecia ubicado en Pilos, en la región de Mesenia. 
Este museo fue reinaugurado en 2018 y se encuentra en la fortaleza de Niókastro. Previamente el museo se hallaba en otro edificio que había sido construido en 1956 y que se llamaba museo Antonopoulos, en honor de quien donó los fondos para su construcción.
El museo contiene una serie de objetos del área de la antigua ciudad clásica de Pilos y su área circundante, de periodos comprendidos entre la prehistoria y la época romana. Entre ellos se encuentran piezas prehistóricas procedentes de los yacimientos de Kukunara y Voidokiliá, que comprenden recipientes, joyas, puntas de flecha y figurillas. Otros objetos proceden de Vlajópulo, Turliditda, Nisakuli, Sulinari y Korifasio. Son destacables las estatuas de los Dioscuros y unos recipientes de vidrio coloreado.
|                                           |
| Objetos de oro de una tumba de Voidokiliá |

|                                                                |
| Tablilla con una inscripción en lineal B procedente de Íklaina |

|                                                |
| Estatuillas de bronce procedentes de Ciparisia |